# Antivaccinismul în chiropractică
Antivaccinismul în chiropractică este răspândit, dar există diferențe notabile în cadrul profesiei. Chiropractica este o formă de medicină alternativă bazată pe ideea că toate bolile sunt cauzate de perturbarea fluxului „înnăscut” (sau inteligența înnăscută) în coloana vertebrală, prin așa-numitele subluxații vertebrale – un concept considerat pseudoștiințific. De-a lungul timpului, chiropractică s-a divizat în două școli principale: „drepți”, care aderă la teoria subluxațiilor, și „mixeri”, care se bazează mai mult pe o viziune a anatomiei fundamentată pe dovezi științifice. Chiropracticienii „drepți” sunt mai predispuși să se opună vaccinării, dar formarea chiropractică, în general, tinde să diminueze acceptarea vaccinurilor.
Antivaccinismul din cadrul chiropracticii a avut un impact negativ asupra sănătății publice, precum și asupra acceptării chiropracticii de către populație.

## Detalii
Majoritatea scrierilor chiropractice referitoare la vaccinare se concentrează pe presupusele sale aspecte negative, afirmând că vaccinarea este periculoasă, ineficientă și inutilă.
„Cu siguranță, majoritatea scrierilor chiropractice despre vaccinare se concentrează aproape exclusiv asupra aspectelor negative, ignorând cantitatea uriașă de dovezi care susțin beneficiile vaccinării sau respingându-le sumar ca fiind „știință proastă” sau propagandă guvernamentală/industrială.”
Aceasta se întâmplă în ciuda unui volum considerabil de studii legitime, lucrări revizuite de colegi și dovezi că vaccinurile reduc impactul și chiar elimină bolile periculoase și mortale. Intersecția dintre chiropracticieni și vaccinuri a atras atenția, a divizat profesia, a condus la dezinformare, și a fost subiectul unor studii. Între timp, formarea chiropractică tinde să sporească opoziția față de vaccinare, iar antivacciniști proeminenți, precum Andrew Wakefield, au vorbit la conferințe chiropractice.
Deși majoritatea facultăților de chiropractică încearcă să predea despre vaccinare într-un mod compatibil cu dovezile științifice, câteva dintre acestea au cadre didactice care par să accentueze opiniile negative. Unii chiropracticieni au îmbrățișat vaccinarea, dar o parte semnificativă a profesiei o respinge, deoarece filosofia chiropractică originală atribuie bolile cauzelor din coloana vertebrală și afirmă că vaccinurile interferează cu procesul de vindecare. Măsura în care opiniile antivaccinare perpetuează profesia chiropractică actuală este incertă.

## Pozițiile organizațiilor
Asociația Americană de Chiropractică și Asociația Internațională a Chiropracticilor susțin scutirile individuale de la legile privind vaccinarea obligatorie, iar un sondaj efectuat în 1995 în rândul chiropractorilor din SUA a constatat că aproximativ o treime dintre aceștia credeau că nu există dovezi științifice că imunizarea previne îmbolnăvirea. Asociația Chiropractorilor din California a făcut lobby împotriva unui proiect de lege din 2015 care punea capăt scutirilor de credință pentru vaccinuri și s-a opus, de asemenea, unui proiect de lege din 2012 referitor la scutirile de vaccinare.
Asociația chiropractică canadiană sprijină vaccinarea. Un sondaj efectuat în Alberta în 2002 a arătat că 25% dintre chiropracticieni au sfătuit pacienții să se vaccineze sau să își vaccineze copiii, iar 27% nu au făcut-o. Chiropracticienii au făcut lobby împotriva măsurilor pro-vaccinare, cum ar fi eliminarea excepțiilor de credință personală de la mandatele de vaccinare. Un studiu realizat în 1999-2000 pe un eșantion reprezentativ de studenți de la Canadian Memorial Chiropractic College⁠(d) (CMCC), care nu predă în mod oficial puncte de vedere antivaccinare, a raportat că studenții din anul al patrulea s-au opus vaccinării mai mult decât studenții din anul întâi, 29,4% dintre studenții din anul al patrulea opunându-se vaccinării. Un studiu de urmărire realizat pe studenții CMCC din 2011-2012 a constatat că atitudinile pro-vaccinare au predominat puternic, cu rate de sprijin cuprinse între 84% și 90%. Unul dintre autorii studiului a sugerat că schimbarea atitudinii s-ar datora influenței reduse a unui „subgrup de studenți carismatici care erau înscriși la CMCC în acel moment, studenți care susțineau postulatele lui Palmer care pledau împotriva utilizării vaccinării”.
În Statele Unite, instanțele au examinat obiecțiile chiropractice la vaccinare. Curtea Districtuală a Statelor Unite pentru Districtul de Sud din Ohio a hotărât în cazul Hanzel v. Arter din 1985 că credința în etica chiropractică nu constituie o credință religioasă care să justifice scutirea de la vaccinare în temeiul unui statut care permite scutirile religioase. În cazul Head v. Adams Farm Living, Inc. din 2015, Curtea de Apel din Carolina de Nord a hotărât că un chiropractician nu are competența de a atesta necesitatea unei scutiri medicale pentru vaccinare.
Asociația Chiropractorilor Australieni sprijină extinderea vaccinării împotriva COVID-19, dar se opune mandatelor de vaccinare cu COVID-19.